# Свобода, Георгий Иосифович
Свобо́да Гео́ргий Ио́сифович (13 ноября [26 ноября] 1906, Одесса, Российская империя — 9 февраля 1986, Москва, СССР) — инженер-полковник артиллерии, участник первого боевого применения радара в зенитной артиллерии ПВО СССР, внёс весомый вклад в практику использования радиолокационных станций в противовоздушной обороне в период Великой Отечественной войны.

## Происхождение

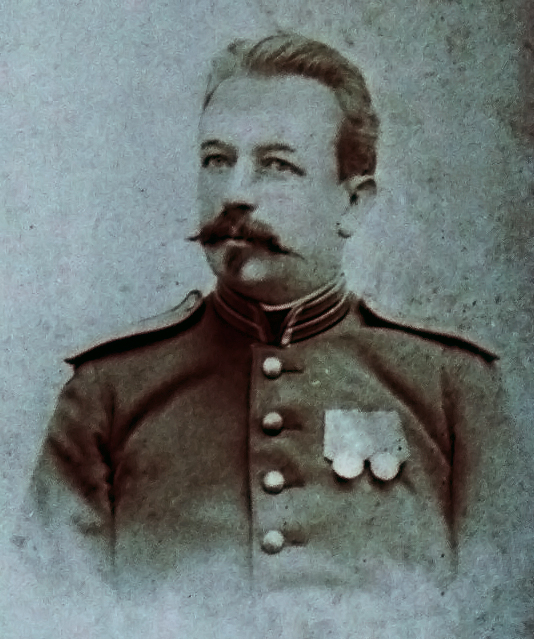
Иосиф Иосифович Свобода (отец Георгия Иосифовича Свобода)

Георгий Иосифович Свобода родился 13 ноября [26 ноября] 1906 года в Одессе Российской Империи в семье капельмейстера 14-го Гренадерского Грузинского полка.
Отец — Свобода Иосиф Иосифович (18.02.1859, Прага, Австро-Венгрия — 1934, Евпатория, СССР) дворянин, чех православного вероисповедания, выпускник Пражского музыкального училища, в 1887 году приехал в Россию, где принял русское подданство и поступил на военную службу. Служил в 14-м Гренадерском Грузинском полку, в 11-м сапёрном им. Императора Николая I батальоне, а с 1909 года — в 76-м Кубанском пехотном полку штатным капельмейстером.
В составе 9-й армии Юго-Западного фронта воевал в Первой мировой войне под командованием Генерала Брусилова, участвовал в штурме крепости Перемышль. После Брусиловского прорыва был награждён Орденом Св. Владимира 3-й степени на бантах (1916).
Мать — Свобода Валерия Вячеславовна (Коштял), чешка православного вероисповедания, уроженка Праги.

## Детство и юность

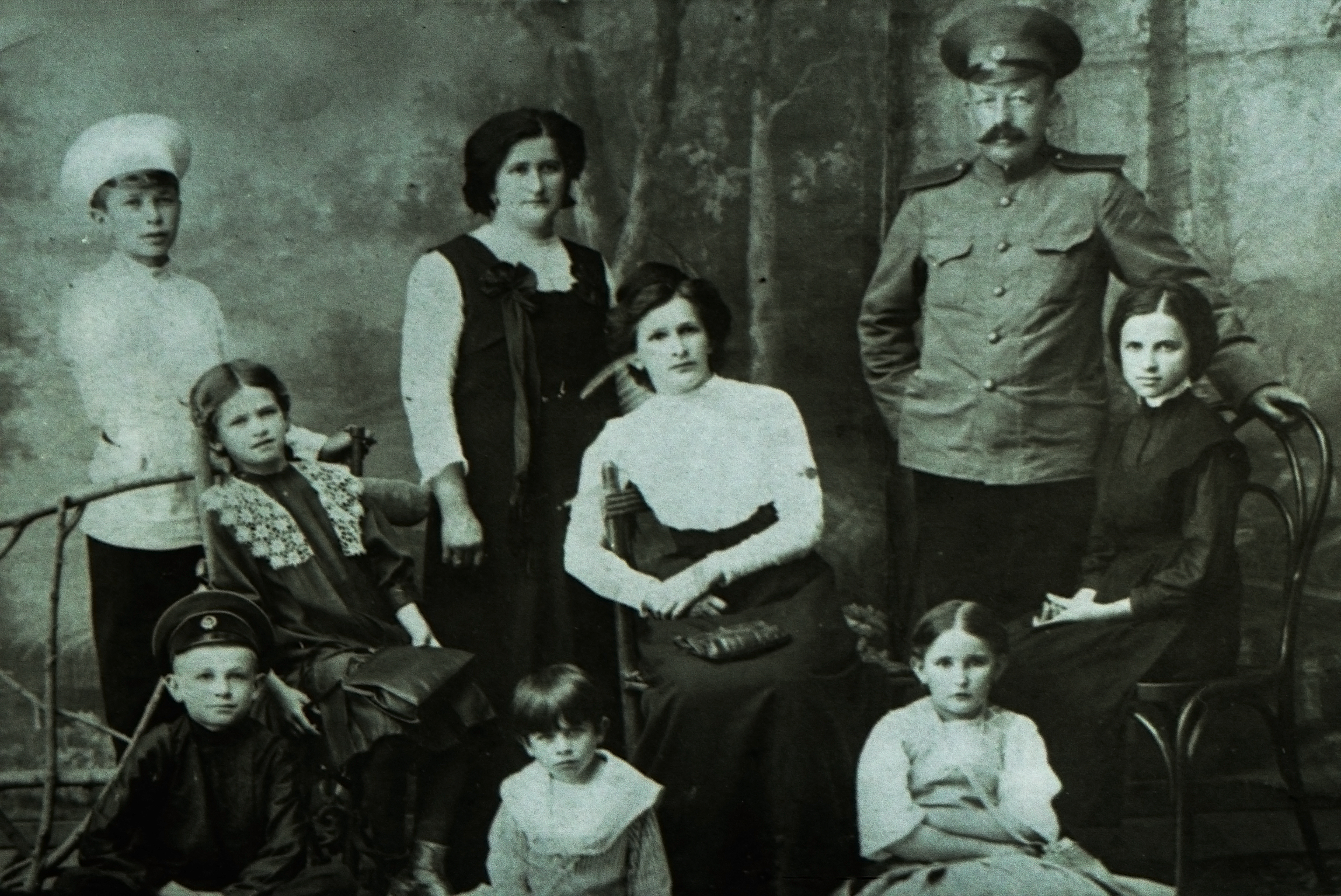
Георгий Свобода в семье. Тифлис, около 1909 г. Георгий сидит в центре первого ряда, отец И. И. Свобода стоит в военной форме, мать Георгия — Валерия Вячеславовна Свобода сидит на стуле в белом, её сестра стоит сзади, рядом сидит дочь сестры, старший брат Георгия — Константин стоит в белом слева, средний брат Владимир сидит слева в первом ряду, младшая сестра Елизавета сидит в первом ряду справа, старшая дочь Эмилия справа сидит на стуле рядом с отцом.

Семья И. И. Свобода имела 5 детей, среди которых Георгий был самым младшим. До 1917 года Георгий воспитывался дома в городе Тульчине, Подольской губернии, а в 1917 году поступил Тульчинскую гимназию, окончив обучение в 1922 году. Жизнь после революции была очень тяжёлой и бедной. Два старших брата — Константин и Владимир погибли во время Гражданской войны, сражаясь в Белой армии. Отец был вынужден скрывать свою службу в царской армии и большую часть времени находился без работы. Семья жила в основном тем, что отец продавал свои многочисленные награды и иногда подрабатывал руководством оркестрами для различных советских учреждений. Тем не менее, Георгий был направлен в профессионально-техническую школу в городе Брацлаве, которую окончил в 1924 году. После окончания школы работал на сахарных заводах, где принял участие в организации кружков физкультуры.

## Служба в РККА
В 1927 году Георгий Иосифович Свобода пошёл добровольцем в РККА, попросив определить его в техническую часть. В 1928 году направлен в Московскую военно-инженерную школу им. Комминтерна, которую закончил досрочно в июне 1930 года. По окончании школы был направлен в Евпаторию на Научно-испытательный зенитный полигон (НИЗАП — в будущем Донгузский полигон), где служил под руководством А. Ф. Горохова — будущего командующего зенитной артиллерией ПВО СССР, в качестве инструктора 3-го, 2-го, а затем и 1-го разряда.
В сентябре 1936 года Георгий Иосифович Свобода поступил в Ленинградскую Военную электротехническую Академию им. Будённого по специальности радиотехника — радиолокация. В мае 1941 года защитил диплом по радиолокационной теме и был направлен на Научно-Испытательный Зенитно-Артиллерийский полигон Главного артиллерийского управления (НИЗАП ГАУ) — Донгузский полигон в Оренбургской (в то время Чкаловской) области на должность Старшего инженера по радиолокации.

## Первое боевое применение радара в ПВО СССР

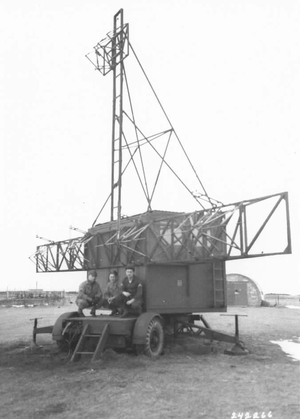
Передающая станция радара GL-Мк II образца 1941 г. (Великобритания). В СССР известен как СОН-2.

В июле 1941 года по инициативе генерал-майора А. Ф. Горохова капитан Свобода был доставлен особым эшелоном в Москву, где получил задание разобраться и подготовить для боевого использования только что полученную из Англии новейшую радиолокационную станцию GL-Мк II образца 1941 года (русское название Станция орудийной наводки — СОН-2), поступившую без документации, и без технического сопровождения. Это задание Г. И. Свобода несмотря на очевидные трудности выполнил.
В конце августа 1941 года по приказу командующего Московской зоной ПВО генерала М. С. Громадина была сформирована опытная 14-я орудийная зенитная батарея, снабжённая средствами радиолокации. Перед батареей ставилась задача впервые применить радиолокационные средства в практике боевого применения ПВО и доказать их эффективность. Сначала батарея была оснащена экспериментальным советским радиоискателем Б-3 (разработка НИИ-9). Опытная батарея была включена в состав 329-го артиллерийского полка ПВО и дислоцировалась в районе подмосковной деревни Зюзино (сейчас территория г. Москвы). Для оперативной связи батарея имела прямой провод с командным пунктом (КП) командира артиллерийской зенитной дивизии и через него — с КП командующего московским корпусным районом ПВО генерал-лейтенанта Д. А. Журавлёва, руководившего ПВО города Москвы.
Капитан Г. И. Свобода с английской станцией орудийной наводки GL-Мк II присоединился к особой группе НИЗАП в составе 14-й опытной батареи в сентябре 1941 года с заданием обеспечить службу радиолокации СОН.
Применение новой радиолокационной станции дало командованию батареей возможность разбираться в воздушной обстановке, правильно выбирать цели для поражения и своевременно сообщать о них в штаб ПВО. Однако, первоначально командование ПВО отнеслось к данным радиолокации с недоверием.

«Информацию о противнике командование частей и соединений ПВО получало от постов ВНОС, не имевших в начале войны достаточного количества средств дальнего обнаружения (РУС-2 и РУС-2с), и потому в сложной воздушной обстановке, а тем более ночью, дававших ошибочные сведения. Однако командиры частей ПВО по привычке доверяли этим сведениям, сработавшись с постами ВНОС ещё в мирное время. Когда же сведения о самолётах противника, поступавших от опытной зенитной батареи и от постов ВНОС, расходились, больше верили постам, а не зенитчикам.»— М. М. Лобанов НАЧАЛО СОВЕТСКОЙ РАДИОЛОКАЦИИ - издательство "Советское радио" - 1975 год
Г. И. Свобода вспоминал следующий эпизод:

«Когда я включил радар, то увидел, что к соседней части приближаются 3 немецких бомбардировщика. Была ночь и самолётам удалось прорваться незамеченными. Мы связались с командиром части и доложили о приближавшемся налёте. Однако, нам не поверили, сказав, что ничего не замечают. В это время радар показал, что 2 самолета уже сбросили на них бомбы. Я успел им сообщить, что вижу бомбардировку, но в ответ получил лишь слова недоверия, которые заглушили звуки разрывов.
После бомбёжки в батарею перезвонили и очень заинтересовались, тем, что мы смогли увидеть самолеты ночью. Так впервые в СССР в боевой обстановке был применён радар.»— Г. И. Свобода. Личные воспоминания
После нескольких точных целеуказаний отношение к информации радиолокационной станции орудийной наводки опытной батареи кардинально изменилось. Её боевыми донесениями стали пользоваться не только в своём секторе, но и на соседних участках ПВО.

«Появление опытной батареи под Москвой немецкие лётчики заметили очень быстро. Прицельный огонь батареи оказался столь действенным, что заставляло фашистские самолёты обходить район её расположения. Это ещё более укрепило авторитет батареи и окончательно рассеяло сомнения в достоверности её донесений. Командование корпуса ПВО стало привязывать к средствам радиообнаружения и пеленгации опытной батареи зенитные батареи соседних участков справа и слева. Батарея, развернутая позднее в дивизион, стала центром достоверной информации для зенитной артиллерии, не только близко расположенной на юге от Москвы, но и в некоторой части для всей ЗА корпуса.» — М. М. Лобанов НАЧАЛО СОВЕТСКОЙ РАДИОЛОКАЦИИ - издательство "Советское радио" - 1975 год
Накопленный в период битвы за Москву боевой опыт заблаговременного обнаружения самолётов врага и ведение по ним прицельного огня позволили опытной батарее и смежным с ней частям зенитной артиллерии, использовавшим сведения СОН, отразить нападение 80,4 % самолётов фашистской авиации, стремившихся прорваться к городу через южную зону. При этом на каждый отражённый самолёт было израсходовано в среднем по 98 снарядов среднего калибра, тогда как при отсутствии СОН, на каждый сбитый самолёт в среднем расходовалось 2775 снарядов.
В тяжёлые дни ноября 1941 года опытная батарея зенитных орудий использовалась и для борьбы с немецкими танками. Орудия приходилось наводить прямо через ствол. Во время танкового прорыва Г. И. Свобода спас секретную радиолокационную станцию орудийной наводки, вывезя её на двух тракторах в центр Москвы. За вклад в развитие боевого применения радиолокации капитан Свобода был награждён генерал-лейтенантом Д. А. Журавлевым медалью «За боевые заслуги», кроме того ему было присвоено внеочередное звание подполковника.
Учитывая положительный опыт применения станции орудийной наводки GL-MK II (СОН-2) в противовоздушной обороне Москвы осенью 1941 года, было решено наладить производство её аналога в СССР. 17 января 1942 года ГАУ и Наркомат электропромышленности (НКЭП) СССР совместно внесли на утверждение Государственного Комитета Обороны СССР (ГКО СССР) проект постановления «О промышленной базе для производства приборов радиообнаружения и пеленгации самолётов». 10 февраля 1942 года вышло постановление ГКО СССР «О промышленной базе для производства приборов радиообнаружения и пеленгации самолётов». Был создан завод № 465 для производства аналогов радаров GL-MK II.
Подполковник Г. И. Свобода курировал изготовление опытных образцов первых советских аналогов GL-MK II, получивших название СОН-2от (индекс «от» означал — «отечественный»), сам изготавливал некоторые их компоненты и приборы для их контроля, проводил проверку станций в боевых условиях и подготовку к государственным испытаниям. Г. И. Свобода имел особое предписание ГКО для любых заводов, вовлечённых в проект. Первые испытания СОН-2от производились под Москвой. Окончательная доводка осуществлялась на Донгузском полигоне НИЗАП ГАУ.
Великобритания поставляла в СССР радиолокационные станции орудийной наводки GL-MK II, но не технологию их производства, поэтому работы по созданию СОН-2от производились в обстановке строжайшей секретности. Для получения информации от английских специалистов в Мурманске Г. И. Свобода и его сотрудники прибегали к хитрости, в частности, ему приходилось переодеваться в форму лейтенанта, а его офицерам — в форму солдат и старшин, чтобы изображать из себя простой расчёт СОН GL-MK II, который обучали, ничего не подозревающие англичане.
Работы увенчались успехом и Постановлением Государственного комитета обороны от 20 декабря 1942 года советский радар СОН-2от был принят на вооружение и поставлен на серийное производство.

## Работа по внедрению первых радаров в ПВО СССР
4 июля 1943 года, Государственный комитет обороны СССР принял постановление «О мероприятиях по организации производства радиолокационной аппаратуры», в соответствии с которым главной стратегической задачей было оснащение армии и флота радиолокационной аппаратурой.
Возникла задача внедрения новой техники в практику ПВО страны в боевых условиях, обучения и подготовки квалифицированных кадров. В связи с режимом высокой секретности пользовательскую документацию для радара было делать запрещено. Поэтому при командующем зенитной артиллерией войск ПВО СССР генерале А. Ф. Горохове была создана особая группа, которая внедряла СОН (как отечественные, так и английские) в боевых частях зенитной артиллерии — выбирала позиции для развёртывания радаров, передавала опыт боевого применения, обучала бойцов нормам технической эксплуатации, настройке, профилактике, ремонту. Г. И. Свобода вошёл в эту группу наряду с Н. Н. Алексеевым, К. Н. Трофимовым, В. И. Калякиным, В. Н. Кузнецовым, В. М. Соболь, П. Н. Коваленко, Н. М. Каноныхиным и А. Н. Волжиным.
В июле 1943 года Г. И. Свобода переведён в Москву и назначен на должность Начальника 3-го радиолокационного отдела Управления Вооружения Управления Командующего Артиллерией Западного фронта ПВО (командующий генерал А. Ф. Горохов). На этой должности он занимался активным внедрением СОН-2 и СОН-2от в войска.
С середины 1944 года Г. И. Свобода начальник отдела по серийному производству и разработке радиолокационной техники в Главном Артиллерийском Управлении.
За работу по внедрению радиолокационной техники в практику ПВО вооружённых сил СССР Г. И. Свобода награждён двумя орденами «Боевого красного знамени» и двумя орденами «Красной звезды».

## Упразднение Академии артиллерийских наук

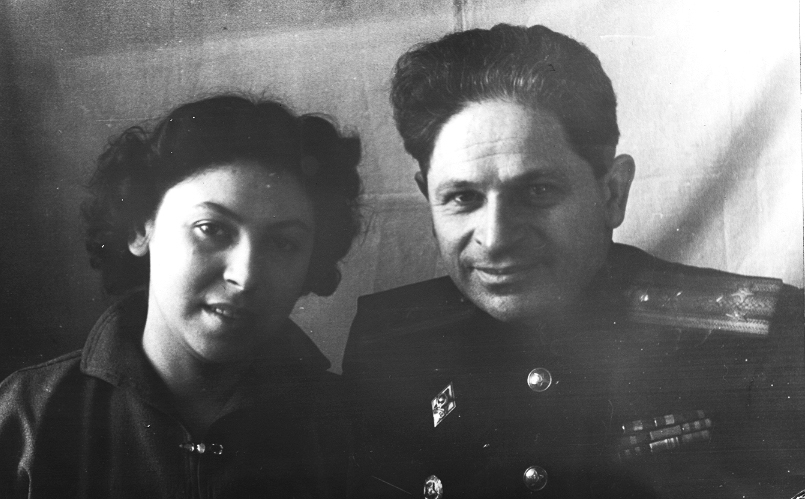
Полковник Г. И. Свобода со старшей дочерью Тамарой. Москва, 1952

После окончания ВОВ полковник Г. И. Свобода состоял на должности начальника отдела Главного Артиллерийского Управления, занимался научной работой, готовясь к защите кандидатской диссертации в Академии артиллерийских наук. После того, как Академия артиллерийских наук, вице-президентом которой был генерал А. Ф. Горохов, подверглась расформированию (в 1994 году указом Президента РФ была воссоздана под именем Российской академии ракетных и артиллерийских наук (РАРАН)), Г. И. Свобода был направлен в Йошкар-Олу на должность Старшего военпреда ГАУ.
В 1956 году полковник Г. И. Свобода возвращён в Москву и награждён Орденом Ленина.
5 ноября 1964 году уволен в запас по состоянию здоровья.
Умер Георгий Иосифович 9 февраля 1986 года. Урна с прахом захоронена в колумбарии на Ваганьковском кладбище.

## Награды
- 1. «Орден Ленина»
- 2. Два Ордена «Боевого красного знамени»
- 3. Два Ордена «Красной звезды»
- 4. Орден «Великой Отечественной войны II степени»
- 5. Медаль «За боевые заслуги»
- 6. Медаль «За оборону Москвы»
- 7. Медаль «За победу над Германией»
- 8. Медаль «20 лет победы в ВОВ»
- 9. Медаль «30 лет победы в ВОВ»
- 10. Медаль «40 лет победы в ВОВ»
- 11. Медаль «50 лет победы в ВОВ»
- 12. Медаль «30 лет Советской армии и флота»
- 13. Медаль «40 лет вооружённых сил СССР»
- 14. Медаль «50 лет вооружённых сил СССР»
- 15. Медаль «60 лет вооружённых сил СССР»
- 16. Медаль «Ветеран вооружённых сил СССР»
- 17. Медаль «За доблестный труд в ознаменование 100-летия В. И. Ленина»
- 18. Медаль «В память 800-летия Москвы»

## Дети
Тамара, Анатолий, Дмитрий.